# Métro de Brasilia
Le Métro du District Fédéral (en portugais : Metrô do Distrito Federal ou Metropolitano do Distrito Federal) est un des systèmes de transport en commun de type métro desservant le District Fédéral, Brésil, et son agglomération. Inauguré en 2001, son réseau totalisant 42,3 kilomètres comporte deux lignes avec un tronçon commun.

## Histoire

### Une construction laborieuse
La construction d'un métro en souterrain ou en viaduc n'allait pas de soi dans la région de Brasilia, inaugurée par le président Kubitschek en avril 1960. Pourtant, de 1984 à 1989 et malgré les controverses, plusieurs bureaux d'études évaluèrent la possibilité d'implanter un système de métro, la plupart en surface. Une ultime étude de construction du futur Métro du District Fédéral sort en janvier 1991.
Le premier projet prévoit une ligne de 40 km avec 28 (ou 33) stations. Le métro relierait Brasilia aux régions administratives de Guará, Águas Claras, Taguatinga, Samambaia et Ceilândia. La ligne serait implantée en souterrain sur 11 km, avec deux viaducs principaux l’un de 480 m sur la voie Àpia l’autre au carrefour Vicente Pires sur 780 m. La ligne en forme de Y se sépare en deux branches vers l’ouest à Aguas Claras, l’une se dirigeant vers Taguatinga et Ceilànda, l’autre se dirigeant vers Samambaia.
Le financement provient du gouvernement du District Fédéral, de l’Uniào, de la BNDES / FINAME, le coût estimé en 1993 était de 650 M US $ dont 300 M US $ financés par la BNDES.
En septembre 1991 est lancé un appel d'offres pour un contrat clé-en-main. Le choix se porta sur Brasmetro, un consortium composé  d'entreprises uniquement brésiliennes dont le génie civiliste Norberto Odebrecht, le fournisseur de matériel roulant Mafersa, et CMW une entreprise de signalisation et d'équipements de communication. La mise en service du métro est prévue pour avril 1994. Les travaux débutent en janvier 1992, des tests sont réalisés en mai 1994, mais sont arrêtés en octobre 1994, pour raison financière : le budget initial était déjà atteint alors que seulement 60% des travaux étaient réalisés. Les travaux reprennent, lentement, en mai 1996 après que le gouvernement eut renégocié les coûts avec le consortium. La mise en service devait en outre se faire par étapes.
Le système est mis en service de manière expérimentale le 17 août 1998 sur les deux tronçons de la première étape, Asa Sul-Terminal Samambaia et Asa Sul-Taguatingua (Praça do Relogio) avec 9 stations et 14 trains seulement. La section centrale entre les stations Asa Sul et Àguas Claras est longue de 12,1 km. Les embranchements vers Samambaia et Taguatinga possèdent respectivement 6,8 et 2,6 km de voies doubles. L'expérimentation s'arrête en août 1999.
Les phases de test pour une mise en service commerciale commencent en décembre 2000. Une mise en service partielle, entre 10h00 et 16h00, et gratuite, est effective le 31 mars 2001 entre la station Central (gare ferroviaire et gare routière Plano Piloto) et les deux terminus de branche Terminal Samambaia et Praça do Relógio (32 km - 11 stations). La mise en service commerciale sera effective le 24 septembre 2001.
Les stations Samambaia Sul et Arniqueiras furent mises en service en février 2002. La station Concessionárias fut mise en service en mai 2004.
En novembre 2006, une mise en service en navette a démarré sur le tronçon Praça do Relógio - Ceilândia Sul. En avril 2007, l'exploitation sur ce tronçon, avec la station Centro Metropolitano, est devenue commerciale.
En 2007, les heures d'ouverture des 16 stations de l'époque sont passées de 6 h 00 à 20 h à de 6 h 00 à 23 h 30. La fréquentation est alors passée à 100 000 passagers par jour.
Ce n'est qu'en avril 2008, avec l'ouverture du tronçon terminal de la branche Ceilândia avec quatre stations (Guariroba, Ceilândia Centro, Ceilândia Norte et Terminal Ceilândia), que le réseau atteignit son extension actuelle. La fréquentation est alors passée à 140 000 passagers par jour.
Sur le tronçon commun furent successivement mises en service les stations suivantes : en avril 2008 108 Sul, en mai 2009 112 Sul, en juin 2009 102 Sul, en mai 2010: Guará, en janvier 2020: Estrada Parque, et enfin en septembre 2020 les stations106 Sul & 110 Sul.

## Le réseau
Le réseau de 42,3 km dessert actuellement 27 stations dont 14 stations sur le tronçon commun aux deux itinéraires de 19,2 km. Ce tronçon parcourt la partie méridionale de l’Eixo Rodoviário l'axe principal nord-sud de Brasilia, depuis son intersection avec l’Eixo monumental, l'axe est-ouest, matérialisé par la station Central (actuel terminus nord). Au-delà de la station Águas Claras au sud-est de de District Fédéral, les deux lignes prennent des directions différentes. La branche qui va de la gare d'Águas Claras à Ceilândia Norte est longue de 14,3 km. L'autre branche, de 8,8 km, couvre le tronçon qui relie la gare d'Águas Claras à Samambaia.

### Lignes
| Ligne            | Extrémités                   | Inauguration | Longueur | Stations | Durée du trajet | Horaires     |
| ---------------- | ---------------------------- | ------------ | -------- | -------- | --------------- | ------------ |
| Ligne 1 - Vert   | Central ↔ Ceilândia          | 31 mars 2001 | 33,5 km  | 23       | 40 min          | 6h00 à 24h00 |
| Ligne 2 - Orange | Central ↔ Terminal Samambaia | 31 mars 2001 | 28 km    | 18       | 30 min          | 6h00 à 24h00 |

## Équipements des lignes

### Matériel roulant
Le contrat de 1992 prévoyait les équipements suivants : vingt rames de 4 voitures fabriquées par Mafersa. Chaque rame pouvait comporter jusqu’à 6 voitures. La capacité unitaire de chaque voiture est de 326 passagers à raison de 8 pas./m2. La capacité prévue de la ligne avec un intervalle de 3 min était donc de 27 000 pas./h/sens, mais l'exploitation était dimensionnée pour transporter 19 000 pas./h/sens à l'heure de pointe dans une première étape. L'alimentation en énergie par un troisième rail nécessite la réalisation de 16 sous-stations d’énergie. La voie ferrée est au gabarit de 1,60 m, les rail sont posés sur des traverses en béton et sur du ballast. Le poste de commande centralisée se situe à la station Aguas Claras, il est complété du poste de contrôle de l’énergie. Le système de signalisation et de contrôle utilise la technologie des microprocesseurs et la redondance des équipements de sécurité.
En juillet 2009, pour faire face à l'accroissement du trafic, un contrat est passé avec Alstom pour la fourniture de 12 rames de quatre voitures. Les voitures, fabriquées dans l'usine brésilienne d'Alstom, anciennement Mafersa, ont été livrées à partir de 2010.
La flotte actuelle est donc constituée de 32 trains de quatre voitures. C'est Alstom qui fournit les automatismes des véhicules nouveaux comme les ancien.
| Série | Livraison   | Constructeur    | Nombre de rame | Nombre de voitures par rame | Illustration                                |
| ----- | ----------- | --------------- | -------------- | --------------------------- | ------------------------------------------- |
| 1000  | 1994 - 1997 | Alstom, Mafersa | 20             | 4                           |                                             |
| 2000  | 2010 - 2011 | Alstom          | 12             | 4                           | Nouveau train du Métro du District Fédéral. |

## Exploitation et fréquentation
L'exploitation du réseau du Métro du District Fédéral est assurée par la Companhia do Metropolitano do Distrito Federal S.A. (Metro-DF). Une privatisation de la société est proposée.
Les horaires d'ouverture du métro sont, de lundi à samedi, de 06:00 à 23:30, et le dimanche de 07:00 à 19:00.
Le tarif en vigueur en mars 2019 est de 5,00 R $.
Le réseau transporte aujourd’hui environ 160 000 voyageurs par jour.

## Projets d'extension
À partir de 2008, la société du métro a commencé à travailler sur une extension de la ligne. Des études techniques ont été lancées pour ouvrir un processus d'appel d'offres pour la construction du tronçon Asa Norte et l'extension du tracé à Samambaia et Ceilândia.